# 왑띠
왑띠(본명: 양지훈, 1997년 2월 15일 ~ )은 대한민국의 인디 록 싱어송라이터이다.

## 경력
왑띠는 2021년 남 보여주기 부끄러운 노래를 발매하면서 데뷔했다. 같은 해 9월 첫 정규 음반 남 보여주기 좀 더 부끄러운 노래를 발매했으며, 유튜브 등지에서 큰 인기를 얻으며 이름을 알리기 시작한다. 같은 해 11월 EP Jordan Wants to Play를 발매하기도 했다.
이후 크루 디지털 던을 결성했으며, 파란노을, 아시안 글로우, 브로큰티스, 델라 지르, 핀 피오르가 크루에 합류했다. 그들은 2022년 9월 롤링홀에서 첫 공연을 가졌다.
왑띠는 2023년 6월 새 EP 으악! 나는 내던져졌다!를 발매했다.

## 음반 목록

### 정규 음반
- 남 보여주기 좀 더 부끄러운 노래 (2021)
- 우리의 친구 머피처럼 (2024)

### EP
- 남 보여주기 부끄러운 노래 (2021)
- Jordan Wants to Play (2021)
- 으악! 나는 내던져졌다! (2023)